# Блејд: Тројство
Блејд 3: Тројство (енгл. Blade 3: Trinity) акциони је хорор филм из 2004. године, у режији Дејвида С. Гојера према сопственом сценарију. Представља трећи наставак, односно завршни филм из серије засноване на стриповима о ловцу на вампире Блејда, чији лик тумачи Весли Снајпс. Радња прати сукоб Блејда са најмоћнијим и најстаријим вампиром Дракулом (кога глуми Доминик Персел), а при чему му помаже двоје младих ловаца на вампире - Ханибал Кинг (кога глуми Рајан Рејнолдс) и Ебигејл Вислер (коју глуми Џесика Бил).

## Радња
Дубоко у далекој пустињи, група вампирских вођа васкрсава Дракулу, застрашујућег древног вампира, зачетника своје расе. Дракула оживљава у лику Дрејка (Доминик Персел), ужасног вампира који има јединствену моћ - може да живи и дању.
Да би све изгледало још теже за Блејда (Весли Снајпс), нови вампирски вођа покреће кампању против њега, оптужујући га за ужасне злочине због којих му је за вратом ФБИ. Након експлозивног сукоба између Блејда и његовог ментора Вислера (Крис Кристоферсон) са једне стране и ФБИ агента Кумберленда (Џејмс Ремар) и његових људи са друге стране, постаје очигледно да ће главном јунаку бити потребна помоћ.
Ускоро ће Блејд удружити снаге са тимом ловаца на вампире који себе називају Ноћна шуњала, а који предводе Вислерова прелепа кћи Ебигејл (Џесика Бил) и шаљивџија Ханибал Кинг (Рајан Рејнолдс). Док њихова слепа научница Сомерфилд (Наташа Лајон) покушава да пронађе решење за вампирске проблеме, Ноћна шуњала се у неколико наврата боре са Дракулином бандом немртвих, које предводи моћна вампирка Даника Талос (Паркер Поузи) и њени верни и моћни поданици Ашер (Калум Кит Рени) и Гримвуд (којег глуми професионални рвач ХХХ). Неизоставно, Блејд ће ускоро морати да се суочи са највећим вампиром свих времена.

## Улоге
| Глумац                      | Улога                 |
| --------------------------- | --------------------- |
| Весли Снајпс                | Блејд                 |
| Крис Кристоферсон           | Абрахам Вислер        |
| Рајан Рејнолдс              | Ханибал Кинг          |
| Џесика Бил                  | Ебигејл Вислер        |
| Паркер Поузи                | Даника Талос          |
| Каски Бедоу                 | Флик                  |
| Доминик Персел              | Дракула „Дрејк"       |
| Калум Кит Рени              | Ашер Талос            |
| Пол Ентони                  | Вулф                  |
| Џон Ашкер                   | Кембел                |
| Марк Бери                   | поглавица Мартин Рид  |
| Ерик Богосијан              | Бентли Титл           |
| Стив Браун                  | ФБИ агент Вилсон Хејл |
| Мајкл Кук                   | припадник SWAT-a      |
| Скот Хајндл                 | Геџ                   |
| Џон Мајкл Хигинс            | др Едгар Ванс         |
| Трипл Ејч (Пол Мајкл Левек) | Џарко Гримвуд         |
| Наташа Лион                 | Сомерфилд             |
| Патон Озвалт                | Хеџиз                 |
| Хејли Пејџ                  | Зои                   |
| Џејмс Ремар                 | Реј Кумберленд        |
| Рон Селмор                  | Декс                  |
| Франсоаз Јип                | Вираго                |
| Кет Тертон                  | Динго                 |

## Зарада
- Зарада у САД - 52.411.906 $
- Зарада у иностранству - 76.493.460 $
- Зарада у свету - 128.905.366 $